# L.A.ガンズ
L.A.ガンズ（L.A.GUNS、エルエーガンズ）は、アメリカ合衆国出身のハードロック・バンド。
1980年代に隆盛したLAメタル（グラムメタル、ヘアメタル）・ムーブメントの末期にメジャーデビュー。「ガンズ・アンド・ローゼズ」らと並び、バッドボーイズ系のロックンロール・スタイルで人気を博した。

## 来歴

### 黎明期
1983年、ロサンゼルスのクラブ・シーンでトレイシー・ガンズを中心に結成。一時期、アクセル・ローズも在籍していた。
1985年、"L.A.ガンズ"に、元メンバーのアクセル率いる"ハリウッド・ローズ"が合流して再編し「ガンズ・アンド・ローゼズ」が誕生。しかしトレイシーは短期間で離脱し、前身の「L.A.ガンズ」を再興する。1987年には、イングランドのバンド「ガール」のヴォーカリストだったフィル・ルイス（フィリップ・ルイス）が加入した。

### メジャーデビュー
トレイシーとフィルのほか、ベースに元ファスター・プッシーキャットのケリー・ニケルス、ドラマーに元W.A.S.P.のスティーヴ・ライリー（ファーストアルバムの収録には参加せず、アルバムのリリース後の加入）ら名のあるメンバーで構成されたバンドは、デビュー前から注目を集めていた。その勢いのまま1988年の1stアルバム、翌1989年の2ndアルバムがプラチナムを獲得する。
しかし1991年以降、全米のロックシーンはオルタナティヴやモダン・ヘヴィネスな方面に向かい、既存音楽の衰退と共にバンドも低迷し始める。
1995年にはバンドの顔だったフィルが脱退、トレイシーとライリーは当時LAのクラブシーンで大注目されていたゴシックロック・バンド＝Bone Yardからフロントマン＝クリス・ヴァン・ダールとギタリスト＝ジョニー・クリプト（アルバムリリース直後にベースに転換）を勧誘して新生L.A.ガンズ（レーベルとの契約名称は「The」を新たに冠したThe L.A.Guns）を結成。以前とは違うヘビーネス路線にシフトしたアルバム「American Hardcore」をリリース。しかしアルバム1枚でその新体制は崩壊し、その後もトレイシーを残しメンバー・チェンジを繰り返しながら活動を継続。
1999年、1980年代の全盛期メンバーで再結成が実現。しばらく活動するも2002年にリーダーであるトレイシーが、尊敬するモトリー・クルーのニッキー・シックスと共に新バンド「ブライズ・オブ・ディストラクション」を結成するために脱退。以後バンドは、フィルの主導で活動していく。

### 分裂期

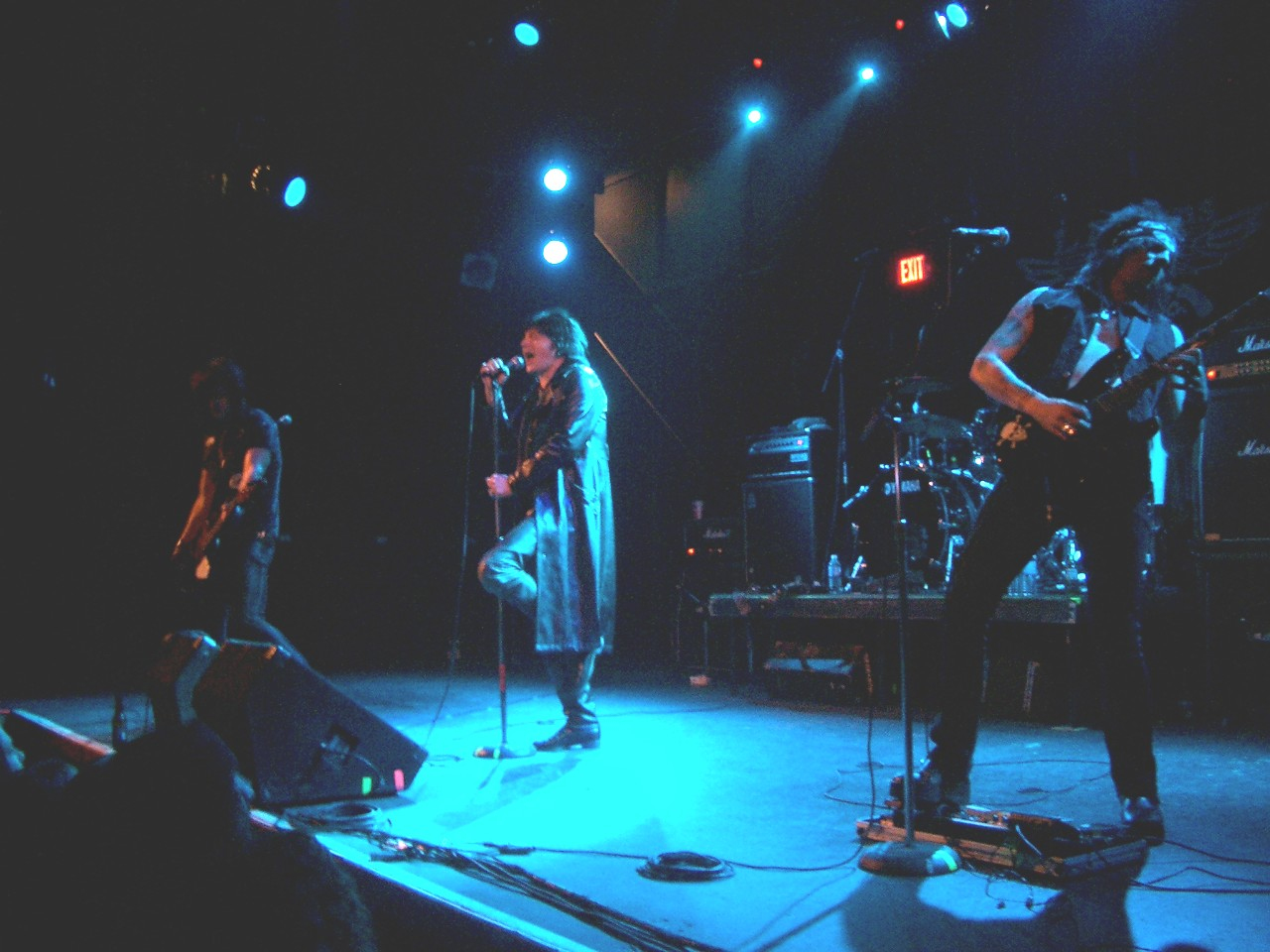
USA.ニューヨーク公演 (2008年3月)

「ブライズ・オブ・ディストラクション」を脱退したトレイシーは2006年、フィル率いるグループとは別枠で自らのL.A.ガンズを結成。二つの「L.A.ガンズ」がシーンで活動するという複雑な様相を呈し、トレイシー側が解散する2012年まで続いた。

### リユニオン
その後フィル側のL.A.ガンズは活動を継続していたが、2015年にトレイシーとフィルは和解しライブで共演。雪解けムードの中、翌2016年に両者は合流し新生「L.A.ガンズ」として再始動が決まる。 
2017年、トレイシーとフィルが15年ぶりに共作した通算12枚目のオリジナル・アルバムを発表。

### 再分裂から和解、2派継続へ
リユニオンが叶ったものの、それはフィル個人が独断でトレイシー側に合流したプロジェクトであったため、元々のバンドで残されたスティーヴ・ライリーは（元々デビュー当時のオリジナルメンバーではないけれども権利都合上の解釈として）「L.A.ガンズ」の正統性を主張。過去に在籍経験がある旧メンバー何名かを集い、こちらも現行名で2018年より活動を再開し、また2派に分裂した状態が再燃する。
そして2020年、バンド名使用権を巡ってトレイシー側が訴訟を起こす。翌2021年4月、両陣営が歩み寄って和解し、トレイシー側が正統なる商標を継承。ライリー側にも新しいロゴを使用する条件付きで、「RILEY'S L.A. GUNS」として活動を認められた。
2023年、スティーヴ・ライリーが死去。ケリー・ニケルスが健在で2024年のアルバムリリースも控えていたため、RILEY'S L.A. GUNSは解散の意志を示さず不透明となっている。

## メンバー
※2024年10月時点 

### 現ラインナップ
（トレイシー・ガンズ & フィル・ルイス組） 
- フィル・ルイス (Phil Lewis) - ボーカル (1987–1995, 1999– )
- トレイシー・ガンズ (Tracii Guns) - ギター (1983－2002, 2016– ) ※トレイシー・ガンズ with L.A.ガンズ (2006–2012)
- エース・フォン・ジョンソン (Ace Von Johnson) - ギター (2018– )
- ジョニー・マーティン (Johnny Martin) - ベース (2012, 2016– )
- ショーン・ダンカン (Shawn Duncan) - ドラムス (2022– ) ※ツアーのみ
- アダム・ハミルトン (Adam Hamilton) - ベース/ギター (2001–2007, 2018), ドラムス (2020– ) ※レコーディングのみ

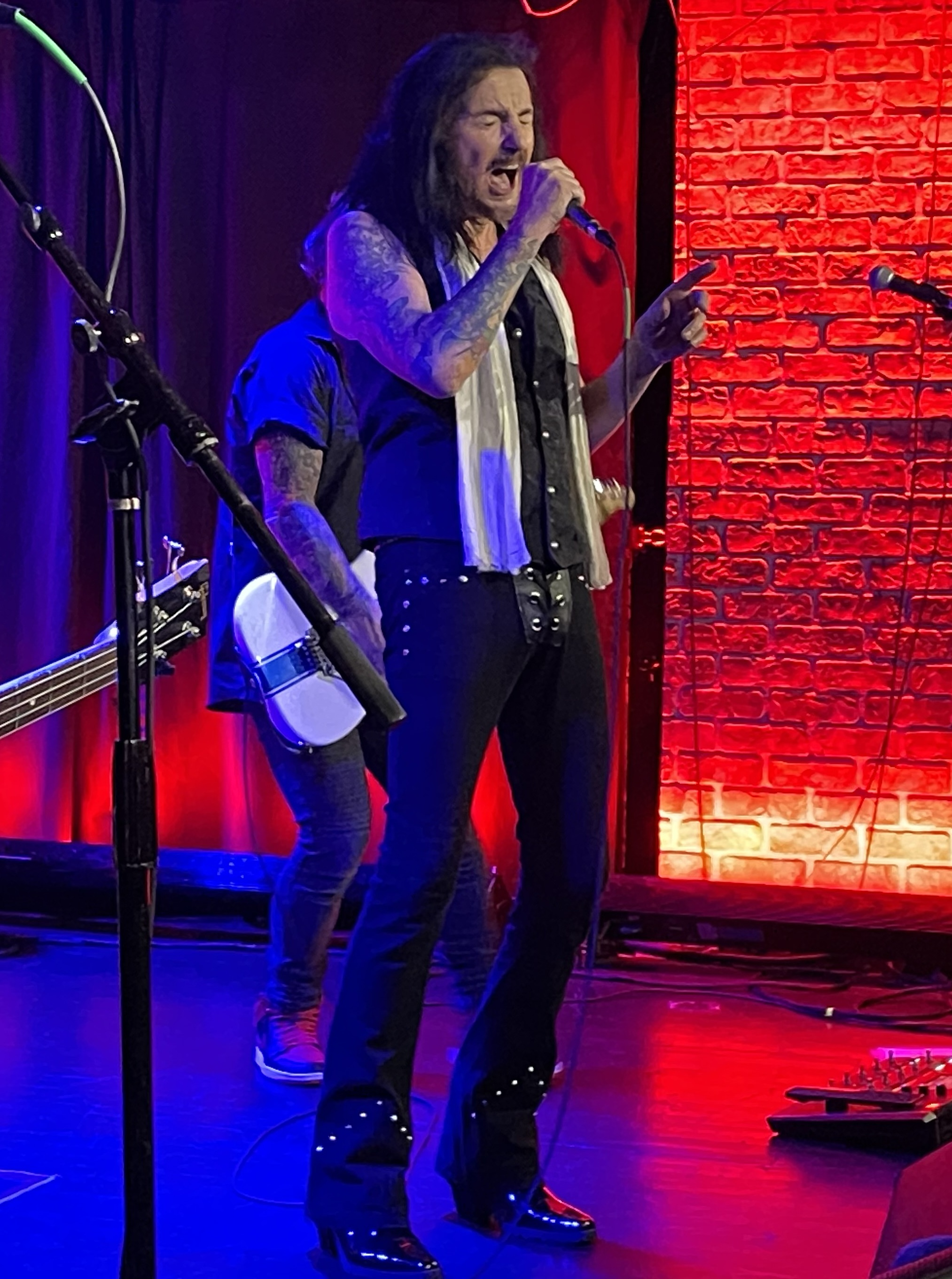
フィル・ルイス(Vo) 2023年
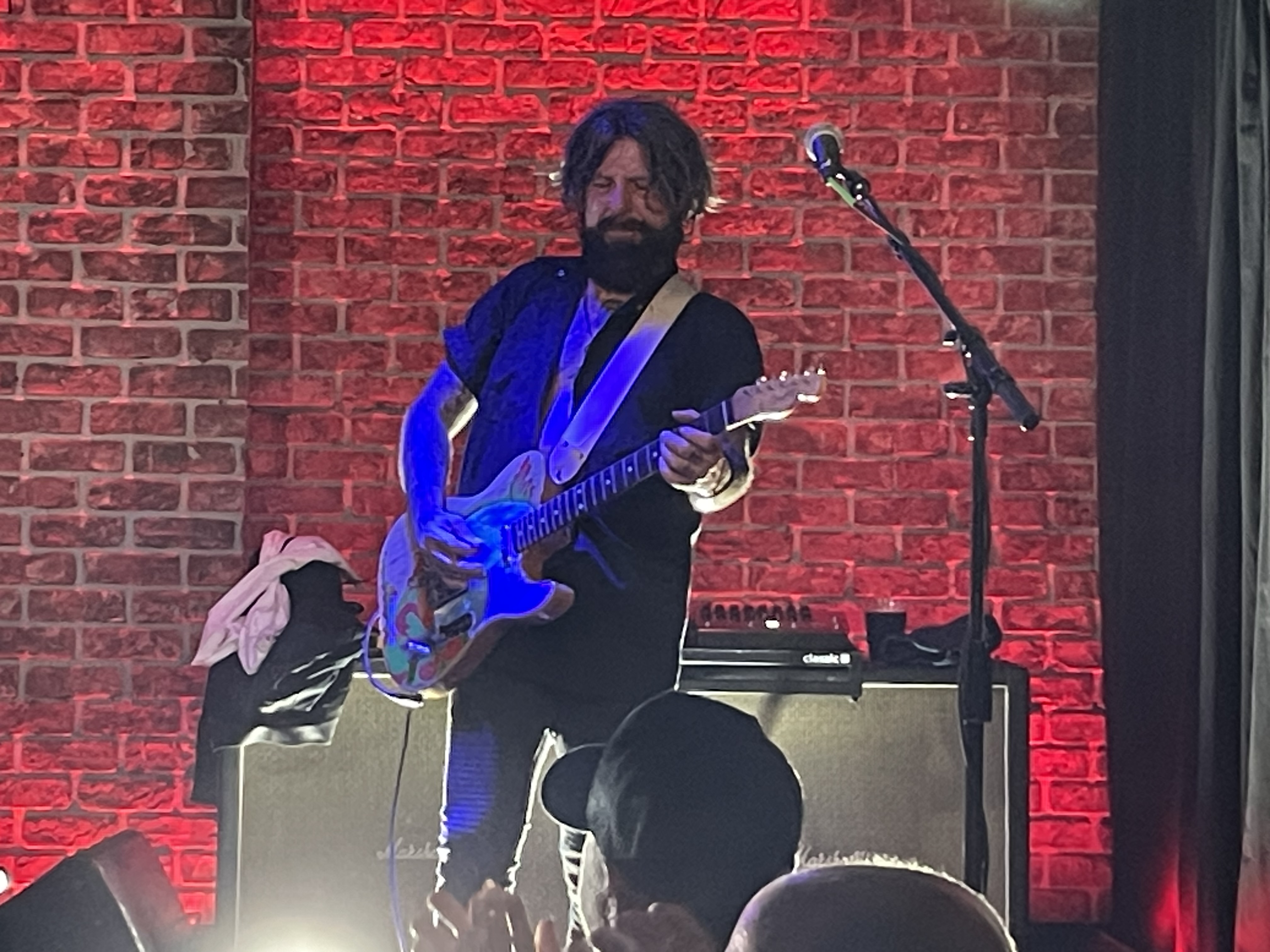
トレイシー・ガンズ(G) 2023年
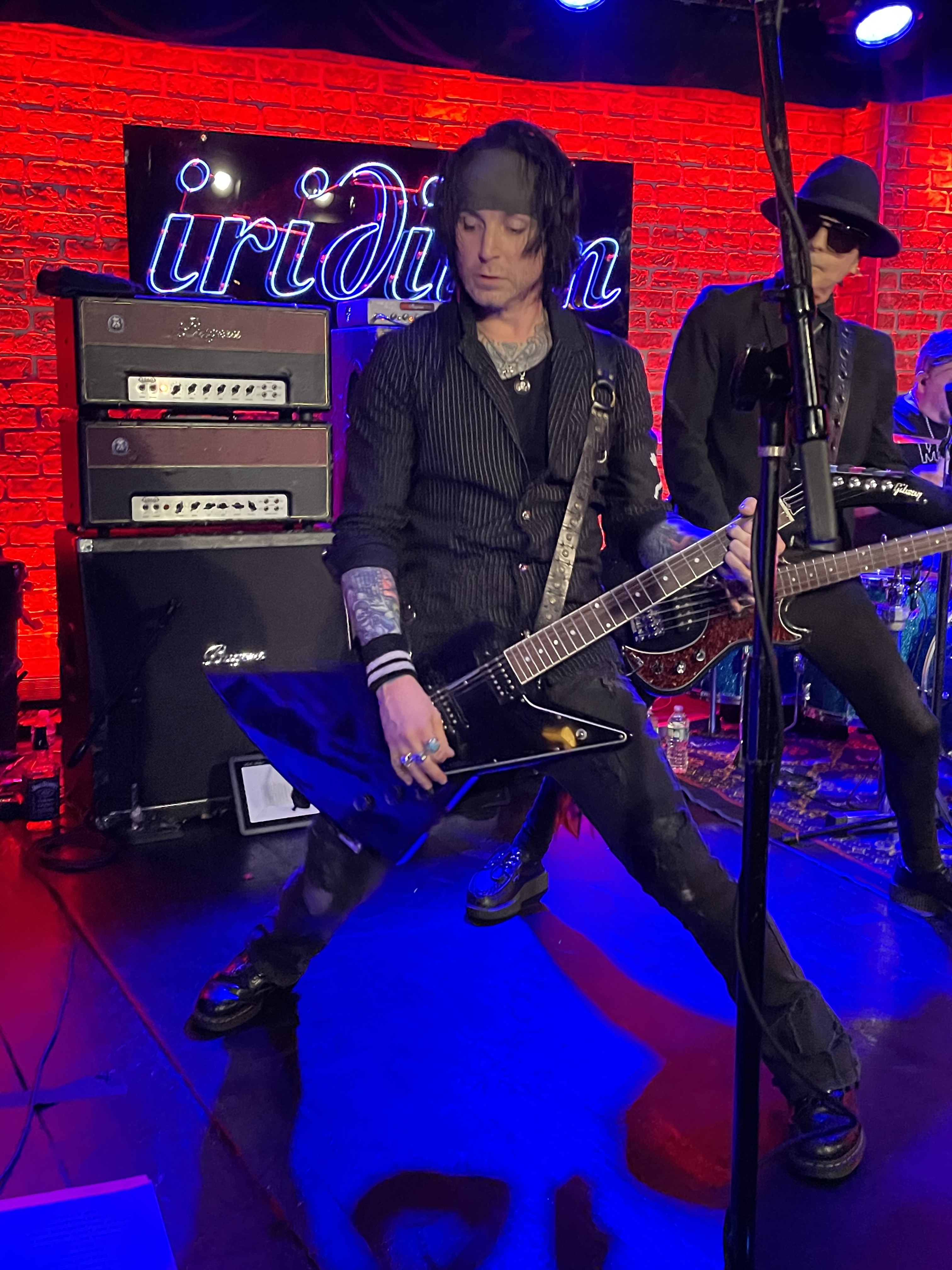
エース・フォン・ジョンソン(G) 2023年
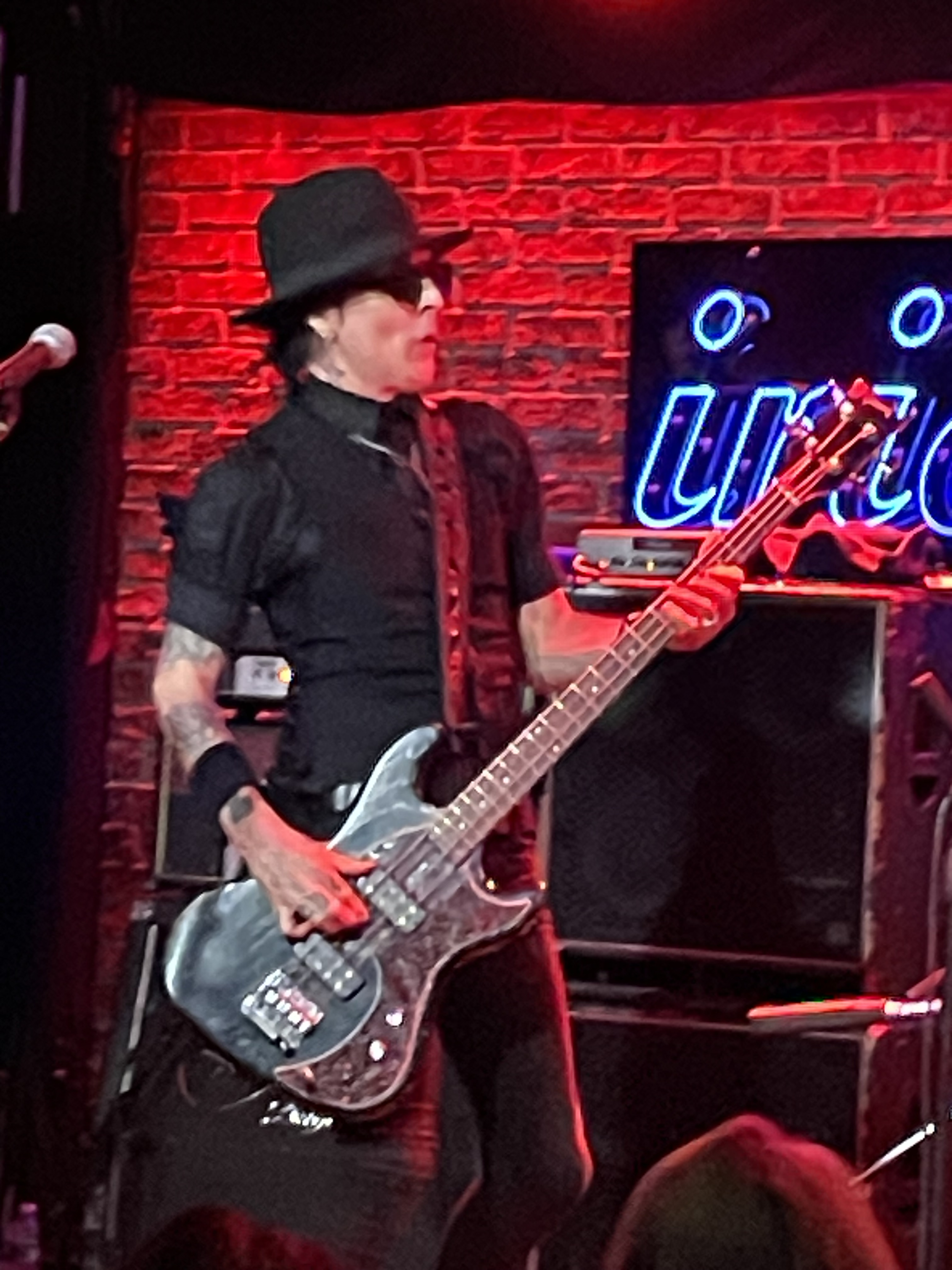
ジョニー・マーティン(B) 2023年
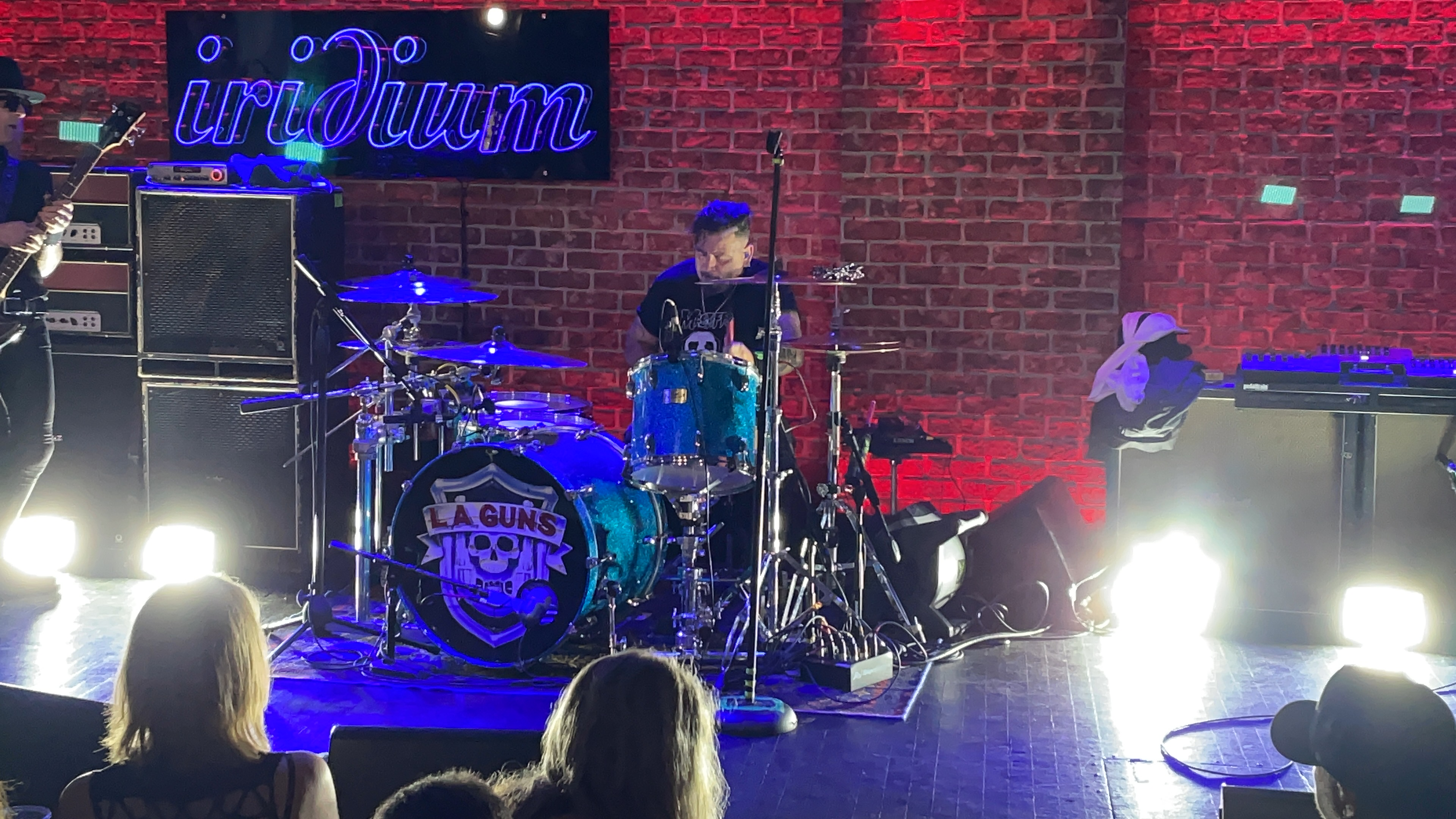
ショーン・ダンカン(Dr) 2023年

RILEY'S L.A. GUNS
- ケリー・ニケルス (Kelly Nickels) - ベース (1987–1995, 1999–2000, 2018– )
- スコット・グリフィン (Scott Griffin) - ギター/ベース (2007–2009, 2011–2014, 2018– )
- カート・フレーリッヒ (Kurt Frohlich) - ボーカル/ギター (2019– )

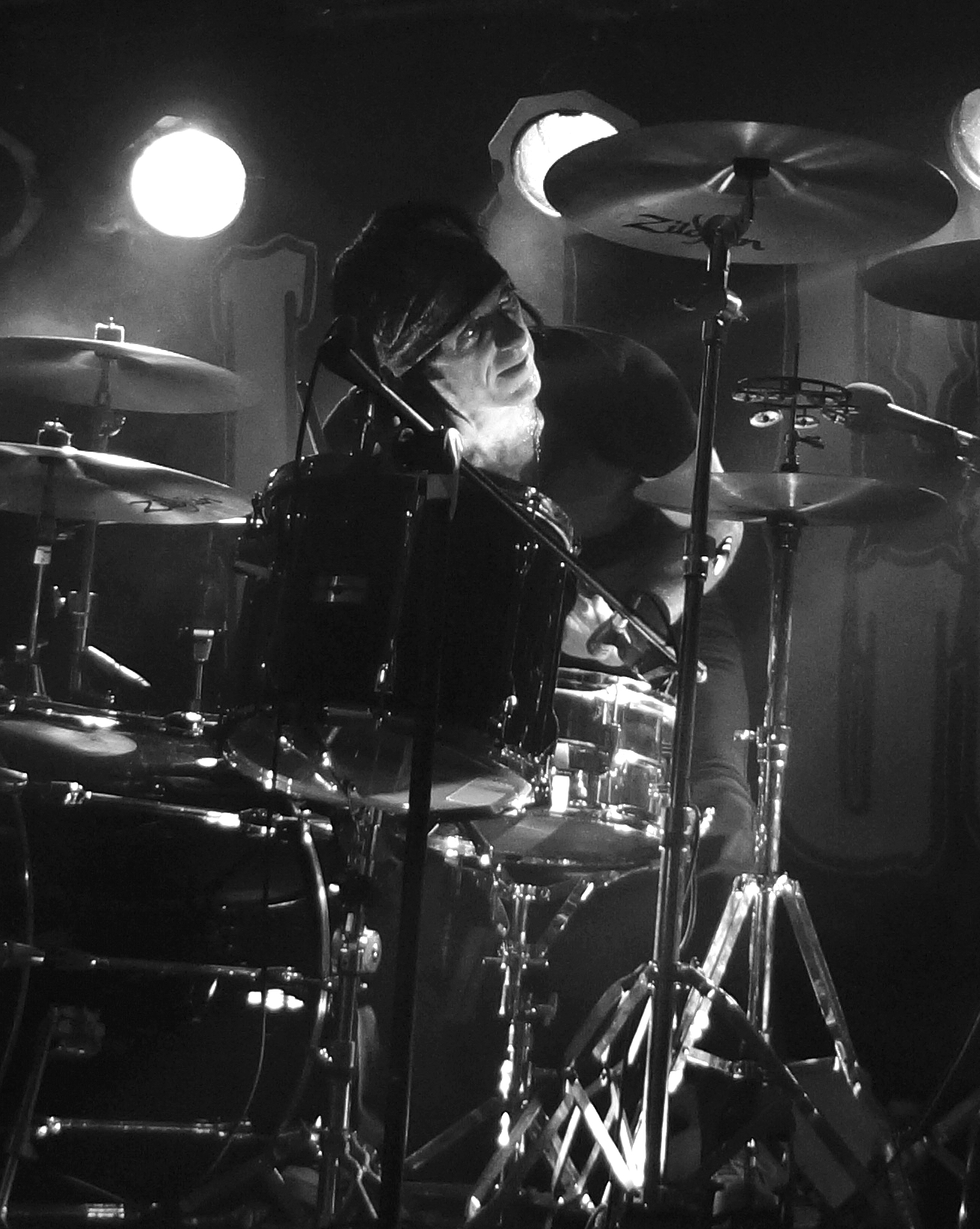
スティーヴ・ライリー(Dr) 2012年
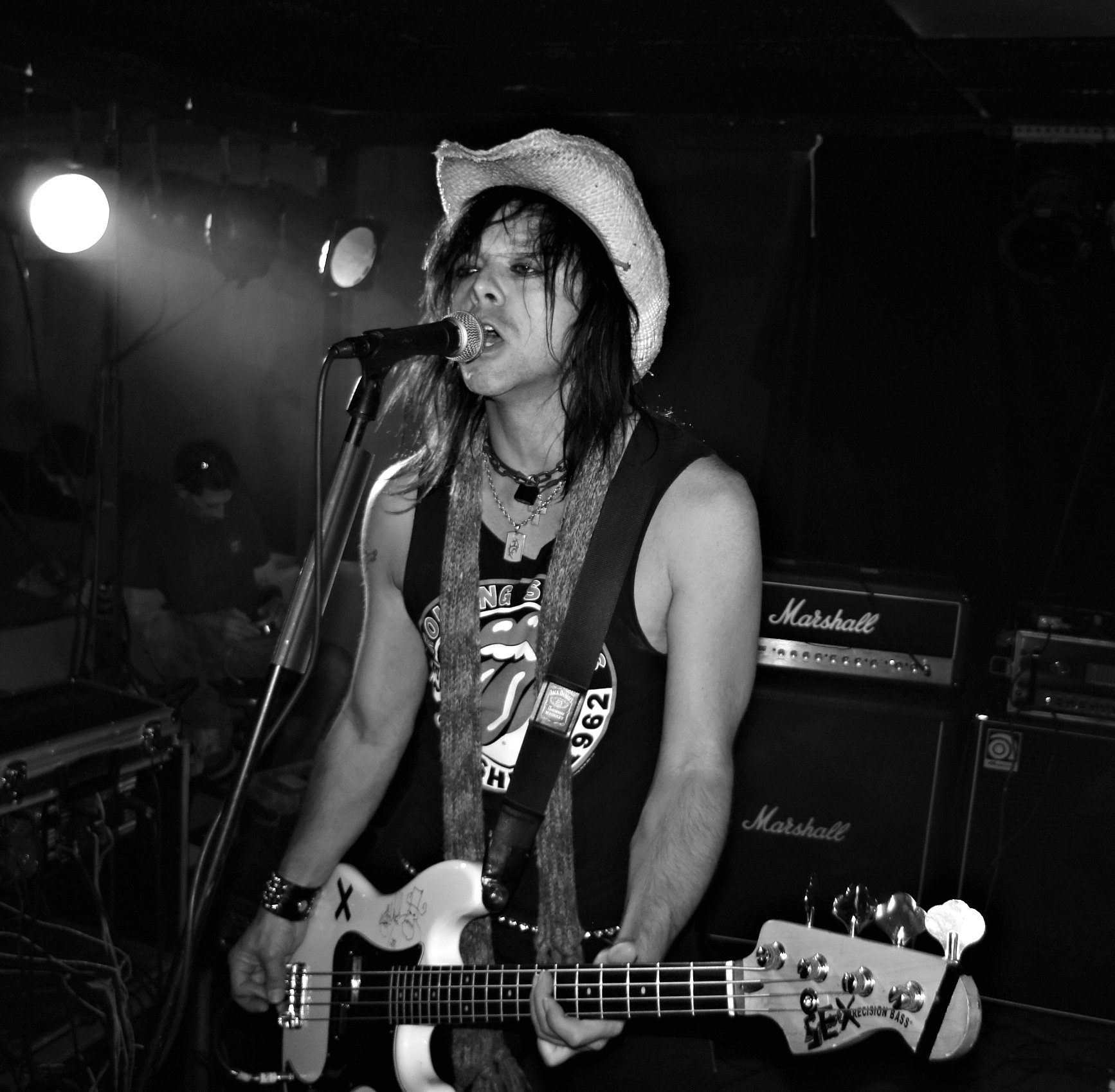
スコット・グリフィン(G/B) 2011年

### 旧メンバー
- オーレ・ビーチ (Ole Beich) - ベース (1983–1984) ♰RIP. 1991
- ロブ・ガードナー (Rob Gardner) - ドラムス (1983–1984)
- マイケル・ヤゴシュ (Michael Jagosz ) - ボーカル (1983–1984) ♰RIP.2014
- アクセル・ローズ (Axl Rose) - ボーカル (1984)
- ミック・クリップス (Mick Cripps) - ベース(1985–1987)、ギター (1987–1995, 1999–2001)
- ニッキー・アレクサンダー (Nickey "Beat" Alexander) - ドラムス (1985–1987)
- ポール・ブラック (Paul Black) - ボーカル (1985–1987)
- ロバート・ストッダード (Robert Stoddard) - ギター (1985–1987)
- マティー・B (Mattie B) - ベース (1987)
- スティーヴ・ライリー (Steve Riley) - ドラムス (1987–1992, 1994–2016) ♰RIP.2023
- マイケル・ガシマ (Michael "Bones" Gershima) - ドラムス (1992–1994)
- ジョニー・クリプト (Johnny Crypt) - ギター(1995)、ベース (1995–1999)
- クリス・ヴァン・ダール (Chris Van Dahl) - ボーカル (1995–1997)
- ラルフ・サエンス (Ralph Saenz) - ボーカル (1997–1998)
- ジョー・レステ (Joe Lesté) - ボーカル (1998)
- ジジー・パール (Jizzy Pearl) - ボーカル (1998–1999)
- ステファン・アディカ (Stefan Adika) - ベース (1999)
- チャック・ガーリック (Chuck Garric) - ベース (1999)
- マディ (Muddy) - ベース (2000–2001)
- ブレント・マスカット (Brent Muscat) - ギター (2000, 2002–2003)
- ケフ・ラットクリフ (Keff Ratcliffe) - ギター (2002)
- クリス・ホルムズ (Chris Holmes) - ギター (2002)
- ケリ・ケリー (Keri Kelli) - ギター (2002–2003)
- チャーリー・ポールソン (Charlie Poulson) - ギター (2003–2004)
- ステイシー・ブレイズ (Stacey Blades) - ギター (2004–2012)
- ケニー・クィーンズ (Kenny Kweens) - ベース (2009–2011, 2014–2016)
- フランク・ウィルジー (Frank Wilsey) - ギター (2012–2013)
- マイケル・グラント (Michael Grant) - ギター (2013–2018)
- シェーン・フィッツギボン (Shane Fitzgibbon) - ドラムス (2016–2019, 2021–2022)
- ジョニー・モナコ (Johnny Monaco) - ギター (2018)
- スコット・クーガン (Scot Coogan) - ドラムス (2019–2021)

### トレイシー・ガンズ with L.A.ガンズ
- トレイシー・ガンズ (Tracii Guns) - ギター (2006–2012)
- ポール・ブラック (Paul Black) - ボーカル (2006–2008)
- ジェレミー・ガンズ (Jeremy Guns) - ベース (2006–2012)
- ニッキー・アレクサンダー (Nickey "Beat" Alexander) – ドラムス (2006–2007)
- イードン・サージ・ギラン (Edan Serge Gillen - キーボード (2006)
- チャド・スチュワート (Chad Stewart) - ドラムス (2007–2011)
- アレク・バウアー (Alec Bauer) - ギター (2008–2009)
- マーティ・ケイシー (Marty Casey) - ボーカル (2008–2009)
- ジジー・パール (Jizzy Pearl) – ボーカル (2009–2011)
- ディラーナ (Dilana) - ボーカル (2011)
- トニー・ウェスト (Tony West) - ボーカル (2011–2012)
- ダニー・ノーダール (Danny Nordahl) - ベース (2011)
- エリック・グロスマン (Eric Grossman) - ベース (2011–2012)
- ドニ・グレー (Doni Gray) - ドラムス (2011–2012)
- スコット・フォスター・ハリス (Scott Foster Harris) - ボーカル (2012)
- スティーヴ・プリーチ (Steve Preach) - ギター (2012)
- ジョニー・マーティン (Johnny Martin) - ベース (2012)

### RILEY'S L.A. GUNS
- スティーヴ・ライリー (Steve Riley) - ドラムス (2018–2023) ♰RIP.2023
- ジェイコブ・バントン (Jacob Bunton) - ボーカル (2018–2019)

## ディスコグラフィー

### オリジナル・アルバム
1. 1988年 L.A.Guns - 全米50位: プラチナム
2. 1989年 Cocked & Loaded - 全米38位: プラチナム
3. 1991年 Hollywood Vampires - 全米42位: ゴールド
4. 1994年 Vicious Circle
5. 1996年 American Hardcore
6. 1999年 Shrinking Violet
7. 2001年 Man In The Moon
8. 2002年 Walking The Dead
9. 2005年 Tales From The Strp
10. 2010年 Covered in Guns
11. 2012年 Hollywood Forever
12. 2017年 The Missing Peace
13. 2019年 The Devil You Know
14. 2021年 Checkered Past
15. 2023年 Black Diamonds [9]

RILEY'S L.A. GUNS
1. 2020年 Renegades